# 别胜学
别胜学（1952年9月—），男，汉族，山东黄岛人，中华人民共和国政治人物，曾任吉林省政协副主席、省工商联主席，全国人民代表大会吉林地区代表。

## 生平
毕业于吉林省通化市职工大学机械制造工艺与设备专业。2008年当选为第十一届全国人大代表。2013年当选为第十二届全国人大代表。